# Wassergeflügel
Als Wassergeflügel bezeichnet man in Züchterkreisen eine Gruppe des Rassegeflügels, die die Rassen der Haus- und Höckergänse sowie der Hausenten einschließlich der Warzenente umfasst. Andere Definitionen fassen diesen Begriff weiter und schließen auch Schwäne und andere Arten des Wasserziergeflügels ein. In der Jägersprache spricht man bei freilebenden Wasservögeln auch von Wasserwild.

## Nachweise
- Bruno Dürigen: Die Geflügelzucht. Parey: Berlin 1886 archive.org
- BDRG: Rassetafeln des Groß- und Wassergeflügels, S. 3ff. (PDF, 2,7 MB, Stand: 17. Oktober 2011)
- Entente Européenne d’Aviculture et de Cuniculture (EE): Ringgrößen Wassergeflügel (PDF, 93,03 KB, Stand: 31. Januar 2011)